# Miraikan

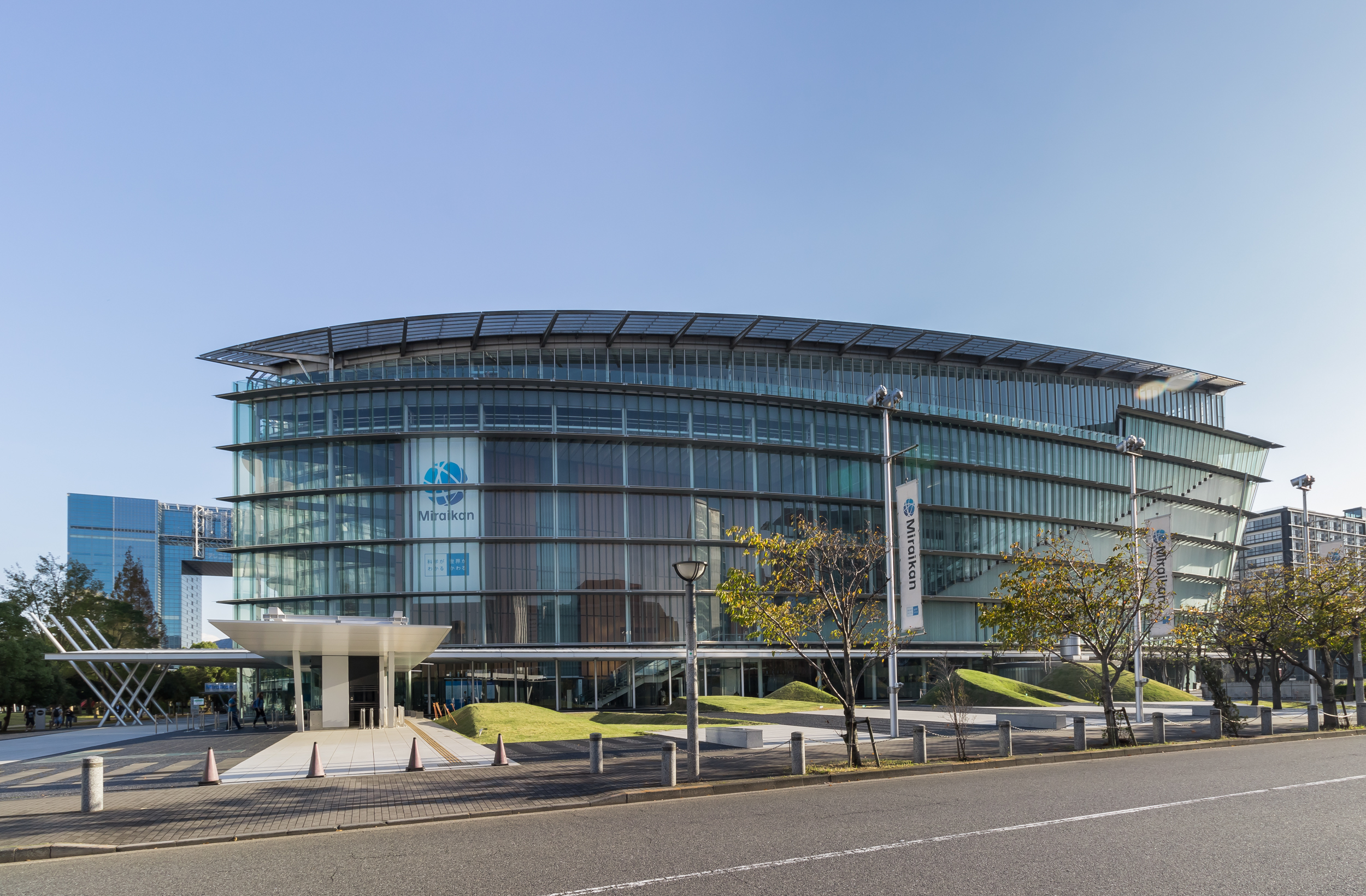
het gebouw

Het Miraikan (Japans: 日本科学未来館, Nippon kagaku miraikan) is een wetenschapsmuseum in de Japanse hoofdstad Tokio gewijd aan toekomstonderzoek en innovatie. Het museum is opgericht door de Japan Science and Technology Agency en werd geopend op 9 juli 2001. Het is gelegen op het eiland Odaiba in het stadsdeel Aomi dat deel uitmaakt van de wijk Koto. 